# Alliance Air
Alliance Air (Hindi: अलायंस एयर) is een Indiase luchtvaartmaatschappij met haar thuisbasis in New Delhi. Als volle dochter van Air India voert zij lijnvluchten uit voor deze maatschappij. Aanvankelijk onder de naam Aliance Air kwam de maatschappij in 1996 voort uit de fusie tussen Air India en Indian Airlines. De maatschappij heette daarna enige jaren Air India Regional, waarna de naam in 2017 weer werd veranderd in Alliance Air. Alliance Air voert vluchten uit binnen India en naar Sri Lanka.

## Bestemmingen
Enkele bestemmingen van Alliance Air:
India
- Agartala
- Agra
- Ahmedabad
- Aizawl
- Bagdogra
- Bangalore
- Bhavnagar
- Bhopal
- Bhubaneswar
- Chandigarh
- Chennai
- Dimapur
- Guwahati
- Haiderabad
- Imphal
- Indore
- Jaipur
- Jammu
- Jamnagar
- Jodhpur
- Jorhat
- Khajuraho
- Kolkata
- Leh
- Lilabari
- Mumbai
- Nagpur
- New Delhi
- Port Blair
- Raipur
- Rajkot
- Shillong
- Silchar
- Tezpur
- Udaipur
- Vadodara
- Varanasi
- Visakhapatnam

Sri Lanka
- Jaffna

## Vloot

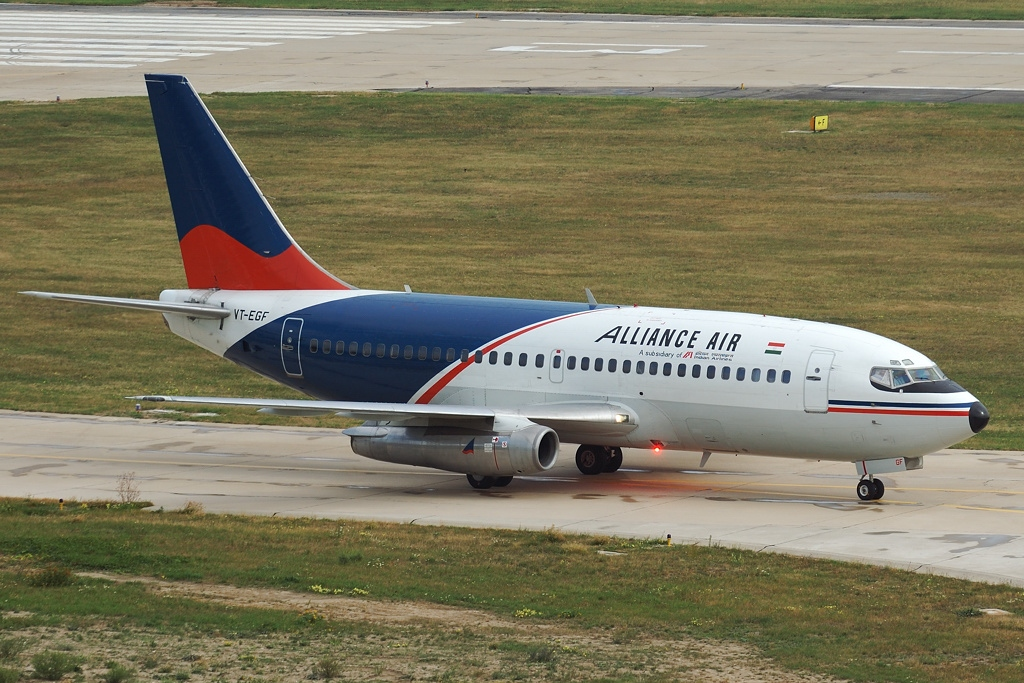
Voormalige Boeing 737-200 in 2007

Alliance Air heeft een vloot die volledig bestaat uit turboprop-vliegtuigen. De vloot bestaat uit de volgende toestellen:
| Type            | In dienst | Orders | Passagiers | Opmerkingen |
| --------------- | --------- | ------ | ---------- | ----------- |
| ATR 42-600      | 2         | —      | 48         | —           |
| ATR 72-600      | 18        | —      | 72         | —           |
| Dornier 228-201 | 1         | 1      | 17         | —           |
| Totaal          | 21        | 1      |            |             |

| Type               | Uit dienst | Opmerkingen       |
| ------------------ | ---------- | ----------------- |
| Boeing 737-200     | 2008       | —                 |
| Bombardier CRJ-700 | 2017       | —                 |
| ATR 42-320         | 2020       | VT-ABA opgeslagen |